# Амедео Бјавати
Амедео Бјавати (4. април 1915. – 22. април 1979) био је италијански фудбалер рођен у Болоњи. Обично је играо као нападач или везни играч на крилу. Веома брз и креативан играч, са оком за гол, прецизним ударцима и одличним техничким способностима и вештинама дриблинга, сматра се једним од највећих италијанских играча и крилних играча свих времена, а углавном је упамћен по популаризацији коришћења значајних вештина и финти у италијанском фудбалу, посебно преласка преко гола.

## Каријера
Бјавати је играо у Серији А са Болоњом, дебитујући 21. маја 1933. у победи од 7 : 0 над Казалеом. Такође је играо са Катанијом у Серији Б. Са Болоњом је уживао у успешном периоду, освојивши три титуле Серије А током сезона 1936–1937, 1938–1939 и 1940–1941, као и Куп Италије 1946.
Након пензионисања, Бјавати је покушао да настави каријеру фудбалског тренера, мада безуспешно.

## Репрезентација
Бјавати је одиграо 18 утакмица и постигао осам голова за фудбалску репрезентацију Италије између 1938. и 1947. године, а помогао је тиму да освоји Светско првенство у фудбалу 1938. у Француској, као и треће издање Централноевропског међународног купа. Дебитовао је за репрезентацију 12. јуна 1938. године, током четвртфинала Светског првенства 1938. године, када је Италија победила домаћина резултатом 3 : 1. Бјавати се често памти по значајном голу који је постигао против Енглеске у Милану, 13. маја 1939. године, када је лопту послао у празну мрежу након што је прошао поред енглеских одбрамбених играча и голмана.